# Lansdowne (Virginie)
Pour les articles homonymes, voir Lansdowne.
Lansdowne est une census-designated place située dans le comté de Loudoun, dans l’État de Virginie, aux États-Unis. Lors du recensement de 2020, elle comptait 12 427 habitants.